# 연방준비은행권

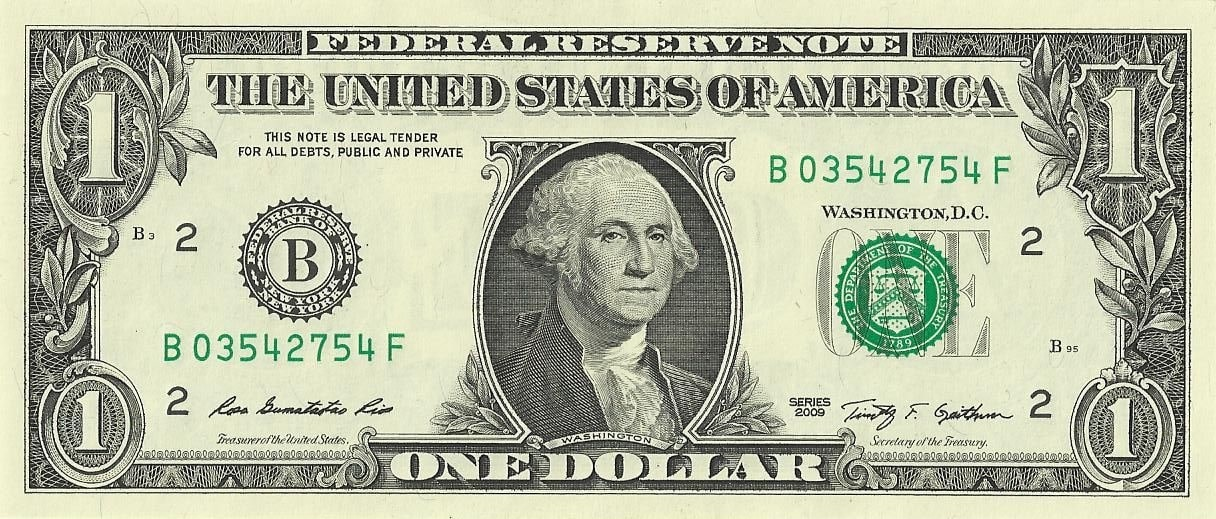
가장 흔한 연방준비은행권인 1달러 지폐

연방준비은행권(영어: Federal Reserve Note)은 현재 발행되고 있는 미국 달러의 지폐이다. 연방인쇄국은 1913년 연방준비법에 의거하여 지폐를 생산하고, 이사회의 재량에 따라 연방준비은행에 발행한다. 그 후 연방준비은행은 지폐를 회원 은행에 유통시키며, 이때 지폐는 연방준비은행의 부채이자 미국의 채무가 된다.
연방준비은행권은 법정 통화이며, 각 지폐에는 "이 지폐는 모든 공공 및 사적인 부채에 대한 법정 통화입니다"라는 문구가 인쇄되어 있다. 이 지폐는 연방준비은행이 담보로 제공하는 금융 자산으로 뒷받침되며, 주로 미국 재무부 채권과 모기지 채권으로 구성되어 있으며, 이는 불환 지불을 통해 공개 시장에서 매입된다.

## 역사
헌법 제정 후 주들은 자체 지폐를 발행하는 상업 은행을 인가하기 시작했다. 이 지폐들은 주 은행권으로 알려졌다. 주 은행권은 발행 주 외부에서 널리 통용되지 못했다. 미국에서 전국적으로 통용되는 지폐를 발행한 최초의 기관은 1791년 알렉산더 해밀턴에 의해 인가된 국립 은행인 미국 제1은행이었다. 이 은행의 인가는 1811년에 갱신되지 않았다. 1816년에는 미국 제2은행이 인가되었고 이 은행의 지폐도 널리 통용되었다. 그러나 앤드루 잭슨 대통령이 해체를 강력히 주장한 후 1836년에 인가가 갱신되지 않았다. 1837년부터 1862년까지 자유 은행 시대에는 주 은행권만이 다시 유일한 유통 지폐가 되었다. 1862년부터 1913년까지는 1863년 국립은행법에 의해 국립은행 시스템이 도입되었다. 이 법에 따라 인가된 은행들은 국립은행으로 알려졌고 자체 국립은행권을 발행했다. 이 지폐들은 전국적으로 통용되었지만 미국은 여전히 중앙은행이 없었다. 연방준비법이 통과되어서야 비로소 미국은 전국적으로 통용되는 은행권을 발행하고 중앙은행의 권한을 가진 기관을 갖게 되었다.

판 위치 글자와 함께 큰 크기(회색)에서 작은 크기(녹색)로 변경된 미국 지폐 크기. 현대 연방준비은행권(파랑)은 왼쪽 하단 1928년 크기 지폐 위에 겹쳐져 있다.

연방준비은행권은 1914년 시리즈부터 대형 지폐 형식으로, 1928년 시리즈부터 현대식(소형 지폐) 형식으로 인쇄되었다. 후자의 치수는 윌리엄 하워드 태프트가 미국 식민 행정부 하의 필리핀 총독으로 재직하던 1903년에 발행된 필리핀 페소 은화 증서의 크기에서 유래했다. 매우 성공적인 운영을 고려하여 태프트 대통령은 필리핀 지폐의 치수를 미국에서 채택함으로써 얻을 수 있는 이점과 절감 효과에 대해 긍정적인 보고를 한 위원회를 임명했다. 그러나 오늘날의 소형 형식의 최종 구현은 1928년에야 이루어졌다.

## 가치
연방준비은행이 지폐를 발행할 권한은 1913년 연방준비법에서 비롯된다. 법적으로, 이 지폐들은 연방준비은행의 부채이자 미국 정부의 채무이다. 비록 미국 재무부에서 발행되지 않지만, 연방준비은행권에는 미국의 재무장관과 미국의 재무장관의 (각인된) 서명이 있다.
연방준비제도 창설 당시, 법은 지폐를 재무부에 금 또는 "합법 화폐"로 상환하도록 규정했다. 후자의 범주는 명확히 정의되지는 않았지만, 미국 지폐, 국립은행권, 그리고 준비금 요건을 충족하기 위해 은행이 보유하는 특정 기타 지폐(예: 어음 교환 증서)를 포함했다. 1933년 긴급은행법은 금 상환 의무를 제거하고 재무부가 이러한 상환 요구를 동일한 액면가의 현재 지폐(실질적으로 잔돈을 주는 것)로 충족시키도록 승인했다. 브레턴우즈 체제 하에서는 시민들이 법적으로 금을 소유할 수 없었지만(희귀 동전, 보석, 산업 목적 등 제외), 연방 정부는 안정적인 국제 금 가격을 계속 유지했다. 이 체제는 1971년 닉슨 충격으로 종료되었다. 현재의 연방준비은행권은 특정 상품으로의 전환 가능성에 의해 뒷받침되는 것이 아니라, 연방준비은행이 지폐를 얻기 위해 담보로 제공하는 자산에 의해서만 뒷받침된다.

## 생산 및 유통
연방준비제도에 준비금 계좌를 유지하는 상업 은행은 원할 때마다 해당 지역의 연방준비은행에서 지폐를 받을 수 있다. 은행은 준비금 계좌에서 차변(인출)하여 지폐의 액면가를 지불해야 한다. 연방준비제도에 준비금 계좌가 없는 소규모 은행은 연방준비제도에 준비금 계좌를 유지하는 대규모 "상환 은행"에 준비금 계좌를 유지할 수 있다.
연방준비은행권은 재무부의 한 부서인 연방인쇄국(BEP)에서 인쇄된다. 연방준비은행이 유통을 위해 추가 지폐가 필요할 때, 그들은 직접 연방 채무, 사설 은행 채무 또는 공개 시장 운영을 통해 구매한 자산의 형태로 담보를 제공해야 한다. 만약 지폐가 새로 인쇄된 것이라면, 그들은 또한 인쇄 비용(지폐 당 약 4센트)을 BEP에 지불한다. 이는 액면가로 구매되는 주화 발행과는 다르다.
연방준비은행은 유통에서 돌아온 지폐를 회수할 수 있으며, 이는 이전 발행을 위해 게시한 담보를 회수할 권리를 부여한다. 양호한 상태의 회수된 지폐는 향후 발행을 위해 은행 금고에 보관된다. 상태가 좋지 않은 지폐는 파기되고 BEP에 교체 요청이 이루어진다. 연방준비은행은 매년 7,000톤의 닳은 화폐를 파쇄한다.
2018년 현재, 연방준비은행권은 평균적으로 다음과 같은 기간 동안 유통된다.
| 액면      | $1  | $2          | $5  | $10 | $20 | $50  | $100 |
| 유통 연수 | 6.6 | 데이터 없음 | 4.7 | 5.3 | 7.8 | 12.2 | 22.9 |

연방준비제도는 2달러 지폐의 평균 수명을 발표하지 않는다. 이는 일반 대중에게 수집품으로 취급되기 때문일 가능성이 높으며, 따라서 정상적인 유통 대상이 아니다.
1996년 시리즈 100달러 지폐부터는 5달러 이상의 지폐에 A부터 Q까지의 접두사 외에 특별한 글자가 추가되었다. 첫 글자는 1996년 시리즈는 A, 1999년 시리즈는 B, 2001년 시리즈는 C, 2003년 시리즈는 D, 2003A 시리즈는 F, 2006년 시리즈는 H, 2006A 시리즈는 K, 2009년 시리즈는 J, 2013년 시리즈는 M, 2017년 시리즈는 N, 2017A 시리즈는 P, 2021년 시리즈는 Q이다.
두 번째 재설계의 첫 지폐인 2004년 시리즈 20달러 지폐는 특수 이중 접두사의 요소를 유지했다. 첫 글자는 2004년 시리즈는 E, 2004A 시리즈는 G, 2006년 시리즈는 I, 2009년 시리즈는 J, 2009A 시리즈는 L, 2013년 시리즈는 M이다.
연방준비은행권은 크레인 커런시(Crane Currency)에서 특별히 공급하는 면 75%와 리넨 섬유 25%로 만들어진다.

## 별명
미국 지폐는 많은 별명과 속어를 가지고 있다. 지폐 자체는 일반적으로 지폐(예: "5달러 지폐")라고 불린다. 지폐는 초상화에 있는 인물의 이름이나 성으로 불릴 수 있다(조지는 1달러, 또는 더 흔하게 "벤자민"은 100달러 지폐).
- 그린백, 모든 액면의 연방준비은행권 (뒷면에 사용된 녹색 잉크에서 유래). 1861년에 발행된 수요 어음은 뒷면이 녹색 잉크로 되어 있었고, 1914년 연방준비은행권이 이 패턴을 따랐다.
- 1달러 지폐는 벅(Buck).
- 5달러 지폐는 "핀"(Fin)이라는 속어로, 이디시어 "finf"에서 유래했다.
- 쏘벅은 로마 숫자 X의 이미지와 목공 도구의 유사성에서 따온 10달러 지폐의 속어이다.
- 더블 쏘벅은 로마 숫자 XX의 이미지에서 따온 20달러 지폐의 속어이다.
- 100달러 지폐는 때때로 "벤자민"(벤저민 프랭클린의 초상화에서 유래) 또는 C-노트(C는 로마 숫자 100)라고 불린다.
- 데드 프레지던츠(Dead presidents), 각 지폐 앞면에 있는 초상화를 지칭한다.[21] (이 속어는 부분적으로 틀렸다. 10달러와 100달러 지폐에 각각 등장하는 알렉산더 해밀턴과 벤저민 프랭클린은 미국 대통령을 지낸 적이 없다.)

## 비판

### 보안
미국 화폐에 색상 및 기타 위조 방지 기능이 비교적 늦게 추가되었음에도 불구하고 비판론자들은 이러한 지폐를 위조하는 것이 여전히 간단한 문제라고 주장한다. 그들은 컬러 이미지를 재현하는 능력이 대부분의 소비자들이 감당할 수 있는 현대적인 컬러 컴퓨터 프린터의 능력 범위 내에 있다고 지적한다. 이러한 비판론자들은 연방준비제도 이사회가 파운드 스털링, 캐나다 달러, 유로 지폐와 같은 대부분의 다른 주요 통화에 사용되는 홀로그래피 기능을 통합해야 한다고 제안하는데, 이는 위조하기가 더 어렵고 비용이 많이 들기 때문이다. 또 다른 견고한 기술인 폴리머 지폐는 오스트레일리아 달러를 위해 개발되었고 뉴질랜드 달러, 루마니아 레우, 파푸아뉴기니 키나, 캐나다 달러를 비롯한 여러 다른 국가의 유통 및 기념 지폐에 채택되었다. 이들은 종이 지폐보다 더 안전하고 깨끗하며 내구성이 뛰어나다고 하지만, 미국 지폐는 이미 전통적인 면 기반 지폐보다 내구성이 뛰어나도록 설계되어 있으며 25%가 리넨으로 이루어져 있다. 그러나 이러한 또는 새로운 위조 방지책을 구현하는 데 있어 한 가지 큰 문제는 ( 행정명령 6102호 및 1876년 무역 달러의 법화 지위 박탈 하에서와 같이) 미국이 기존 통화를 법화 지위를 박탈하거나 의무적인 교환을 요구한 적이 없다는 점이다. 결과적으로, 잠재적 위조범들은 단순히 오래된 디자인을 위조함으로써 새로운 보안 기능을 쉽게 우회할 수 있지만, 일단 새로운 디자인이 출시되면 오래된 디자인은 연방준비은행을 순환하면서 일반적으로 유통에서 회수된다.
그러나 미국 화폐는 몇 가지 위조 방지 기능을 가지고 있다. 미국 화폐의 가장 중요한 위조 방지 기능 중 두 가지는 지폐 용지와 잉크이다. 잉크와 용지는 특히 화폐가 유통되면서 독특한 질감을 만들어낸다. 용지와 잉크 자체만으로는 인쇄 후까지 달러의 가치에 아무런 영향을 미치지 않는다. 이러한 특성은 적절한 장비와 재료 없이는 복제하기 어려울 수 있다. 또한, 5달러, 10달러, 20달러, 50달러 지폐의 최근 재설계에는 유리온 별자리 패턴이 추가되어 스캐닝 소프트웨어가 지폐를 인식하고 스캔을 거부할 수 있도록 한다.
다른 국가 지폐의 크기가 다른 것은 미국 화폐가 취약한 한 가지 형태의 위조를 제거하는 보안 기능이다. 위조범은 1달러 또는 5달러 지폐와 같은 저액면 지폐의 잉크를 표백하여 100달러 지폐와 같은 고액권 지폐로 다시 인쇄할 수 있다. 이에 대응하여 미국 정부는 1990년 시리즈 이후 모든 5달러 이상의 지폐에 보안 실을 포함시켰는데, 이는 액면 정보가 인쇄된 수직 라미네이트 스트립이다. 자외선 아래에서 보안 실은 각 액면마다 다른 색상으로 형광을 발한다 (5달러 지폐: 파랑; 10달러 지폐: 주황; 20달러 지폐: 녹색; 50달러 지폐: 노랑; 100달러 지폐: 분홍 ). 또한 2013년에 출시된 새로 디자인된 100달러 지폐에는 3D 보안 리본이 적용되어 위조에 대한 저항력이 매우 높으면서도 특수 도구나 조명 없이 대중이 쉽게 이해할 수 있다.
중앙은행에 따르면, 연간 압수되는 위조 지폐 수는 스위스 프랑의 경우 실제 지폐 100만 장당 약 10장, 유로의 경우 100만 장당 50장, 미국 달러의 경우 100만 장당 100장, 파운드 스털링(구형)의 경우 100만 장당 300장이다.

### 차별성
전미 맹인 협회와 같은 비판론자들은 미국 지폐가 구별하기 비교적 어렵다고 지적한다. 매우 유사한 디자인을 사용하고, 같은 색상으로 인쇄되며 (2003년 지폐 이전까지는 희미한 보조 색상이 추가됨), 모두 같은 크기이기 때문이다. 전미 맹인 협회는 현재 액면가를 비시각적으로 구별할 수 없으므로, 미국 지폐 디자인이 시각 장애인이 통화를 더 쉽게 사용할 수 있도록 가치에 따라 크기를 늘리거나 돌출되거나 움푹 들어간 특징을 사용해야 한다고 주장했다. 화폐에 점자 코드를 사용하는 것은 바람직한 해결책으로 간주되지 않는데, 이러한 표시는 점자를 읽는 방법을 아는 사람들에게만 유용하며, 단 하나의 돌출부가 마모되어도 한 점자 기호가 다른 기호와 혼동될 수 있기 때문이다. 일부 시각 장애인들은 지폐를 다른 방식으로 접거나 지갑의 다른 장소에 보관하기 때문에 화폐를 관리하는 데 문제가 없다고 말하지만, 그럼에도 불구하고 선택한 시스템을 사용하여 각 지폐의 가치를 결정하기 위해 시각이 있는 사람이나 화폐 계수기에 의존해야 한다. 이는 아무리 조직적으로 행동하더라도 시각 장애인은 미국 지폐를 받을 때마다 시각이 있는 사람이나 기계를 신뢰해야 한다는 것을 의미한다.
이와 대조적으로, 파운드 스털링과 유로와 같은 다른 주요 통화는 크기가 다른 지폐를 특징으로 한다. 지폐의 크기는 액면에 따라 증가하며, 다른 액면은 다른 대조적인 색상으로 인쇄된다. 이것은 시각 장애인에게만 유용할 뿐만 아니라, 예를 들어 낮은 액면 지폐들 사이에서 고액면 지폐를 발견하지 못할 위험을 거의 없앤다.
다양한 화폐 크기가 미국 화폐에 대해 고려되었지만, 자동 판매기 및 환전기 제조업체들은 그러한 광범위한 크기를 구현하는 것이 그러한 기계의 비용과 복잡성을 크게 증가시킬 것이라고 성공적으로 주장했다. 유럽에서는 여러 지폐 크기가 도입되기 전에 유사한 주장이 실패했다.
대조적인 색상과 증가하는 크기 외에도, 다른 많은 국가의 통화에는 시각 장애인을 돕기 위해 미국 지폐에는 없는 촉각 기능이 포함되어 있다. 예를 들어, 캐나다 지폐에는 오른쪽 상단 모서리에 액면가를 나타내는 일련의 양각 점(점자 아님)이 있다. 멕시코 페소 지폐에는 대시 선의 양각 패턴도 있다. 인도 루피에는 워터마크 창 왼쪽에 다양한 액면(20: 수직 직사각형; 50: 정사각형; 100: 삼각형; 500: 원; 1,000: 다이아몬드)에 대해 다른 모양의 양각 패턴이 인쇄되어 있다.

#### 미국 지폐 디자인에 대한 소송
2002년에 제기된 소송(전미 맹인 협회 대 폴슨)에 대한 판결에서, 2006년 11월 28일, 미국 지방법원 판사 제임스 로버트슨은 미국 지폐가 시각 장애인에게 부당한 부담을 주며 미국 화폐 시스템에 대한 "의미 있는 접근"을 거부했다고 판결했다. 로버트슨 판사는 그의 판결에서 미국이 지폐를 발행하는 180개 국가 중 모든 액면에서 크기와 색상이 동일한 지폐를 인쇄하는 유일한 국가이며, 다른 국가에서 사용되는 다양한 크기, 양각 글자 및 작은 천공과 같은 기능의 성공적인 사용이 명령된 변경 사항이 실현 가능함을 입증한다고 지적했다. 원고측 변호사는 "시각 장애인들이 자신들이 받은 잔돈이 맞는지 모르는 상태에서 한 번도 만나본 적 없는 사람들의 선의에 의존해야 한다는 것은 솔직히 불공평하다"고 말했다. 정부 변호사들은 이러한 변경 비용이 장비 업그레이드에 7,500만 달러, 지폐에 구멍을 뚫는 데 연간 900만 달러, 다양한 크기의 지폐를 인쇄하는 데 한 번에 1억 7,800만 달러, 연간 5천만 달러의 비용이 들 것으로 추정했다.
로버트슨 판사는 현재 관행이 재활법 제504조를 위반한다는 원고의 주장을 받아들였다. 판사는 미국 재무부에 30일 이내에 재설계 작업을 시작하도록 명령했지만, 재무부는 항소했다.
2008년 5월 20일, 2대 1 판결로 미국 컬럼비아 특별구 항소법원은 이전 판결을 지지하며, 비용 추정치가 부풀려졌고 시각 장애인 화폐 사용자에게 가해지는 부담이 적절하게 다루어지지 않았다고 지적했다.
2008년 10월 3일, D.C. 순회법원의 파기 환송 판결에 따라 D.C. 지방법원 판사 로버트슨은 금지 명령을 승인했다.
법원의 금지 명령 결과, 연방인쇄국은 1달러 지폐를 제외한 각 지폐의 다음 재설계에 양각 촉각 기능을 구현할 계획이다(1달러 지폐는 2015년 법에 따라 재설계가 허용되지 않음). 100달러 지폐는 이미 진행 중이다. 또한 시각 장애인을 돕기 위해 더 크고 대비가 높은 숫자, 더 많은 색상 차이, 그리고 전환 기간 동안 화폐 판독기 배포를 계획하고 있다. 연방인쇄국은 2009년 7월에 접근성 옵션에 대한 포괄적인 연구를 받았고, 2010년 5월부터 8월까지 대중의 의견을 수렴했다.
2013년 100달러 지폐 재설계에는 시각 장애인을 위한 구별 기능이 포함되지 않았다. 2022년 10월 현재, 계획은 2026년에 새로운 10달러 지폐, 2028년에 50달러 지폐, 2030년에 20달러 지폐, 그리고 그 이후 2030년대에 새로운 5달러와 100달러 지폐에 접근성 기능을 통합하는 것이다.

## 화폐에 대한 법적 인가 및 디자인 제한
재무부 장관은 통화 및 채권 발행 의무를 맡고 있다. 31 U.S.C. § 5114. 재무부 규정은 사용될 용지와 잉크의 품질을 추가로 명시한다. 31 C.F.R. Part 601. 통화의 액면 및 디자인은 법으로 추가로 명시되어 있지 않으며, 예를 들어 1, 2, 5, 10, 20, 50, 100달러 지폐의 선택과 각 지폐의 초상화는 대부분 재무부 장관의 재량에 맡겨져 있다.
의회가 정한 요구 사항은 거의 없다. 국가 모토 "In God We Trust"는 모든 미국 화폐와 주화에 나타나야 한다. 이 모토는 1865년 이후 주기적으로 주화에 나타났지만, 1956년 법이 제정될 때까지 (1861년 이자 지급 지폐 외에는) 지폐에 나타나지 않았다. 1964년부터 1966년까지 발행된 연방준비은행권에 액면에 따라 나타나기 시작했다.
미국 화폐에 등장하는 초상화는 사망한 인물만을 특징으로 할 수 있으며, 각 초상화 아래에 이름이 포함되어야 한다. 1928년 지폐가 표준화된 이후, 재무부는 동일한 초상화를 지폐에 특징으로 삼기로 결정했다. 이 초상화는 1929년 재무부가 임명한 위원회에 의해 결정되었다. 원래 위원회는 다른 잠재적 후보자들보다 대중에게 더 잘 알려진 미국 대통령들을 특징으로 하기로 결정했었다. 그러나 재무부는 이 결정을 변경하여 대중에게도 잘 알려진 세 명의 정치가를 포함시켰다: 알렉산더 해밀턴 (10달러 지폐에 등장하는 초대 미국의 재무장관), 벤저민 프랭클린 (100달러 지폐에 등장하는 초기 지폐 지지자), 그리고 새먼 P. 체이스 (국가 지폐를 재도입하고 폐지된 10,000달러 지폐에 등장했던 재무장관) 2016년, 재무부는 5달러, 10달러, 20달러 지폐에 대해 향후 10년 동안 도입될 여러 가지 디자인 변경을 발표했다.
- 5달러 지폐의 뒷면은 사진 속 링컨 기념관에서 일어난 역사적 사건을 보여주기 위해 매리언 앤더슨 (그녀의 인종 때문에 콘스티튜션 홀에서 공연이 금지된 후 그곳에서 한 유명한 공연 때문에), 마틴 루터 킹 주니어 (그의 유명한 내게는 꿈이 있습니다 연설 때문에), 그리고 엘리너 루스벨트 (앤더슨의 공연을 주선한 사람)의 초상화를 추가하여 변경될 것이다.
- 10달러 지폐의 뒷면은 1913년 미국의 여성 선거권 행진과 더불어 소저너 트루스, 루크리셔 모트, 수전 B. 앤서니, 앨리스 폴, 그리고 엘리자베스 케이디 스탠턴의 초상화를 보여주도록 변경될 것이다.
- 20달러 지폐에서는 앤드루 잭슨이 뒷면으로 옮겨지고 (백악관과 함께 크기가 축소되어), 해리엇 터브먼이 앞면에 나타날 것이다.

2001년 제안된 법정 통화 현대화 법에서 실패한 시도 후, 2009년 옴니버스 세출법은 재무부나 연방인쇄국에 할당된 기금 중 어느 것도 1달러 지폐를 재설계하는 데 사용될 수 없다고 규정했다. 이는 어떤 변경이든 자동판매기에 영향을 미칠 것이고 이 소액권의 위조 위험이 낮기 때문이다. 이는 위조를 방지하기 위해 재무부에 모든 지폐를 재설계할 권한을 부여하는 연방준비법 (제16조 8항)을 대체한다.

## 시리즈
1928년 이전에 발행된 지폐는 7 7⁄14 by 3 9⁄64 인치 (19.1 cm × 8.0 cm)이었다. 1929년 재무부 세출 법안에 따라 1928년 이후 발행된 지폐는 6 5⁄16 by 2 11⁄16 인치 (16.0 cm × 6.8 cm)가 되었는데, 이는 재무부가 이전 크기에서 8장을 생산하던 16 1⁄4-by-13 1⁄4-인치 (41 cm × 34 cm) 한 장의 용지에서 12장의 지폐를 생산할 수 있도록 했다.
이러한 대형 지폐의 현대적 측정치는 평균 7 3⁄8 by 3 1⁄8 인치 (18.7 cm × 7.9 cm)이다. 소형 지폐(이전 대형 지폐에 비해 크기가 작아서 이렇게 불림)는 평균 6 1⁄8 by 2 5⁄8 인치 (15.6 cm × 6.7 cm)이며, 현대 미국 화폐의 크기이다. 각 측정치는 여백과 절단을 고려하여 ± 0.08 인치 (2.0 mm)이다. (참고: 크기 차이는 인치의 정의에 대한 역사적 변화를 포함할 수도 있다.)

### 대형 지폐
1914년 시리즈 FRN은 두 가지 대형 지폐 중 첫 번째였다. 액면은 5달러, 10달러, 20달러, 50달러, 100달러였으며, 처음에는 빨간색 인장으로 인쇄되었고 나중에는 파란색 인장으로 계속되었다. 1918년 시리즈 지폐는 500달러, 1,000달러, 5,000달러, 10,000달러 액면으로 발행되었다. 후자의 두 액면은 기관 소장품으로만 존재한다. 다음 두 표의 1914년 및 1918년 시리즈 지폐는 스미스소니언 협회의 국립 미국사 박물관에 있는 국립 화폐 소장품에서 가져온 것이다.
| 시리즈 | 액면                          | 의무 조항 |
| ------ | ----------------------------- | --- |
| 1914   | $5, $10, $20, $50, $100       | "이 지폐는 모든 국립은행 및 회원 은행, 연방준비은행에서 그리고 모든 세금, 관세 및 기타 공공 부채에 대해 수취할 수 있습니다. 워싱턴 D.C.의 미국 재무부에서 요구 시 금으로, 또는 모든 연방준비은행에서 금 또는 합법적인 통화로 상환 가능합니다." |
| 1918   | $500, $1,000, $5,000, $10,000 | "이 지폐는 모든 국립은행 및 회원 은행, 연방준비은행에서 그리고 모든 세금, 관세 및 기타 공공 부채에 대해 수취할 수 있습니다. 워싱턴 D.C.의 미국 재무부에서 요구 시 금으로, 또는 모든 연방준비은행에서 금 또는 합법적인 통화로 상환 가능합니다." |

#### 지부 인장

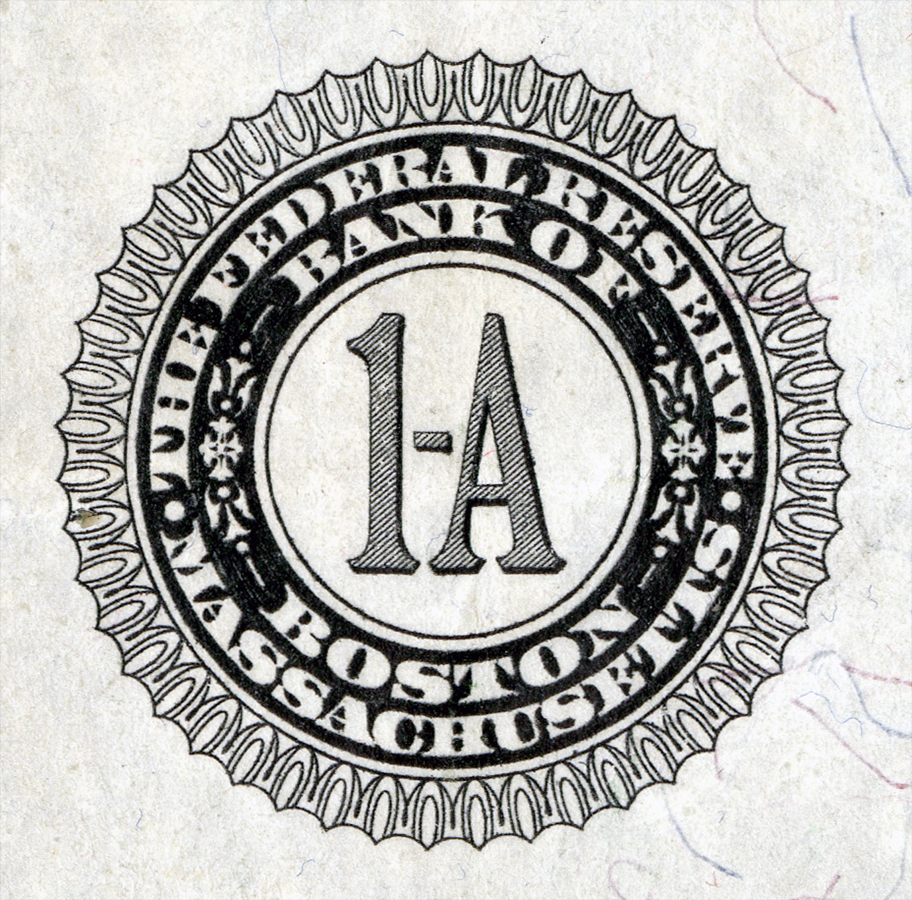
보스턴 연방준비은행
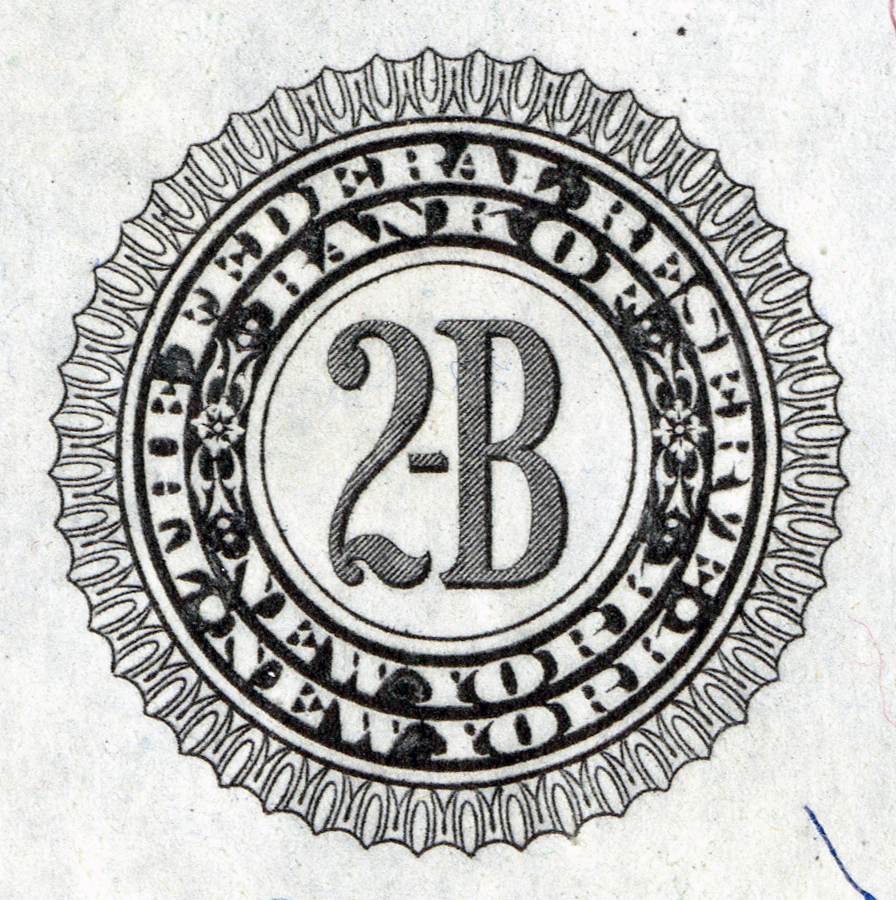
뉴욕 연방준비은행
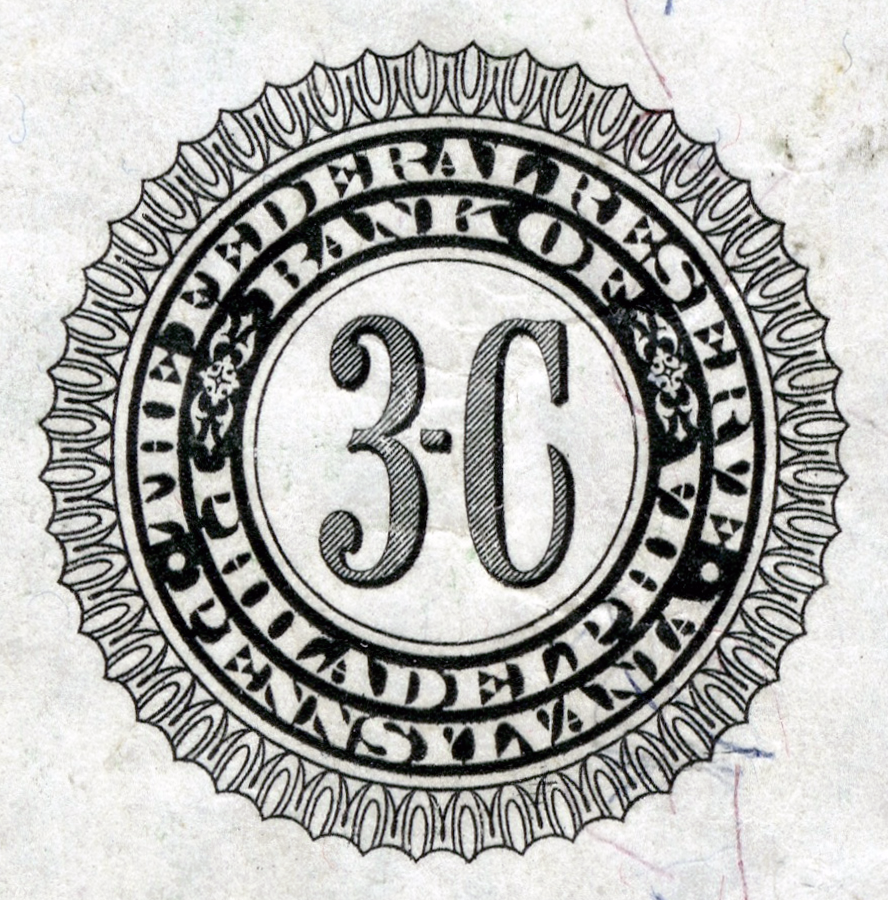
필라델피아 연방준비은행
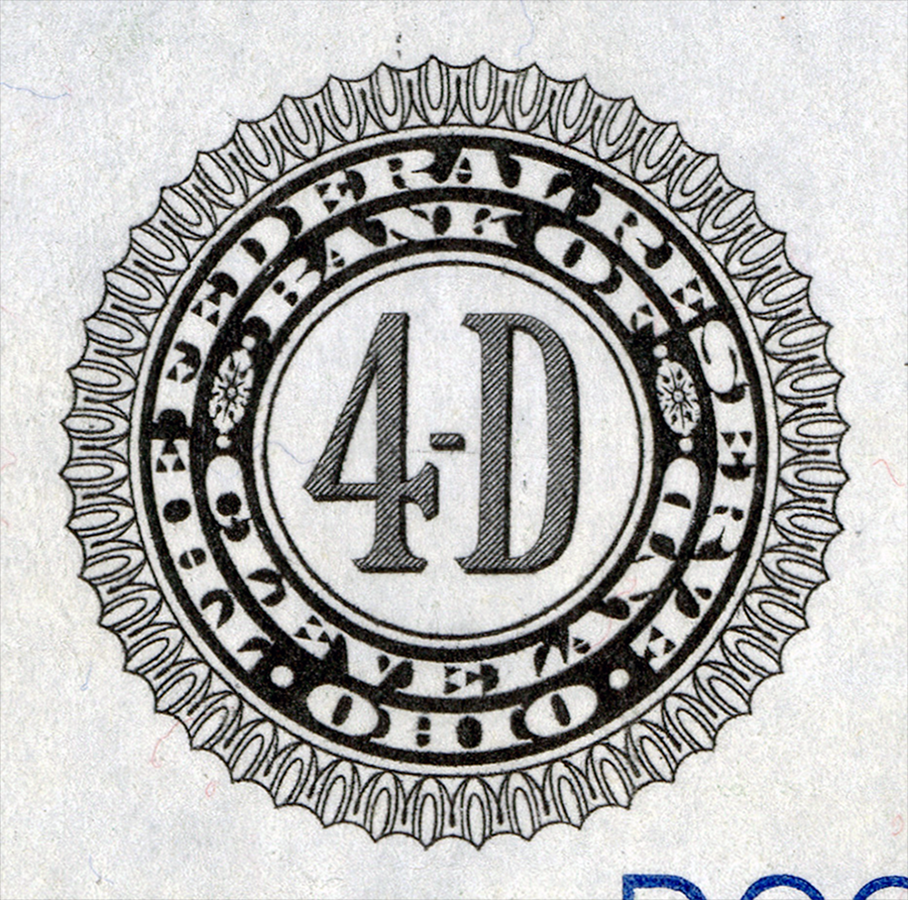
클리블랜드 연방준비은행
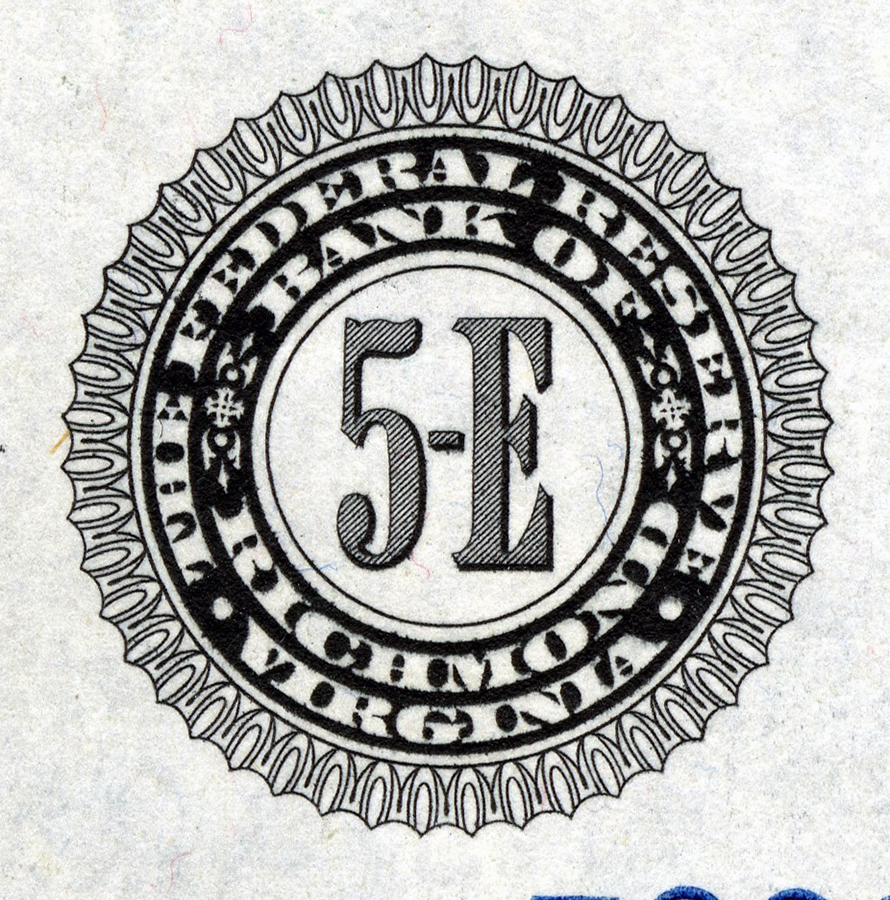
리치먼드 연방준비은행
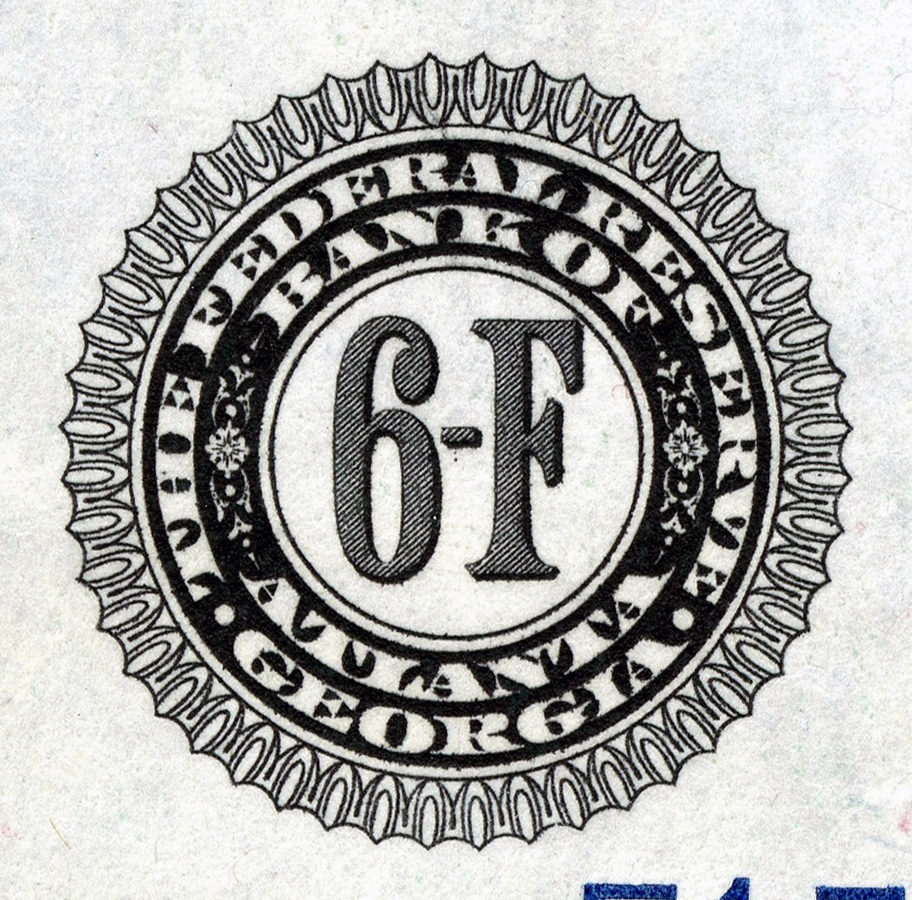
애틀랜타 연방준비은행
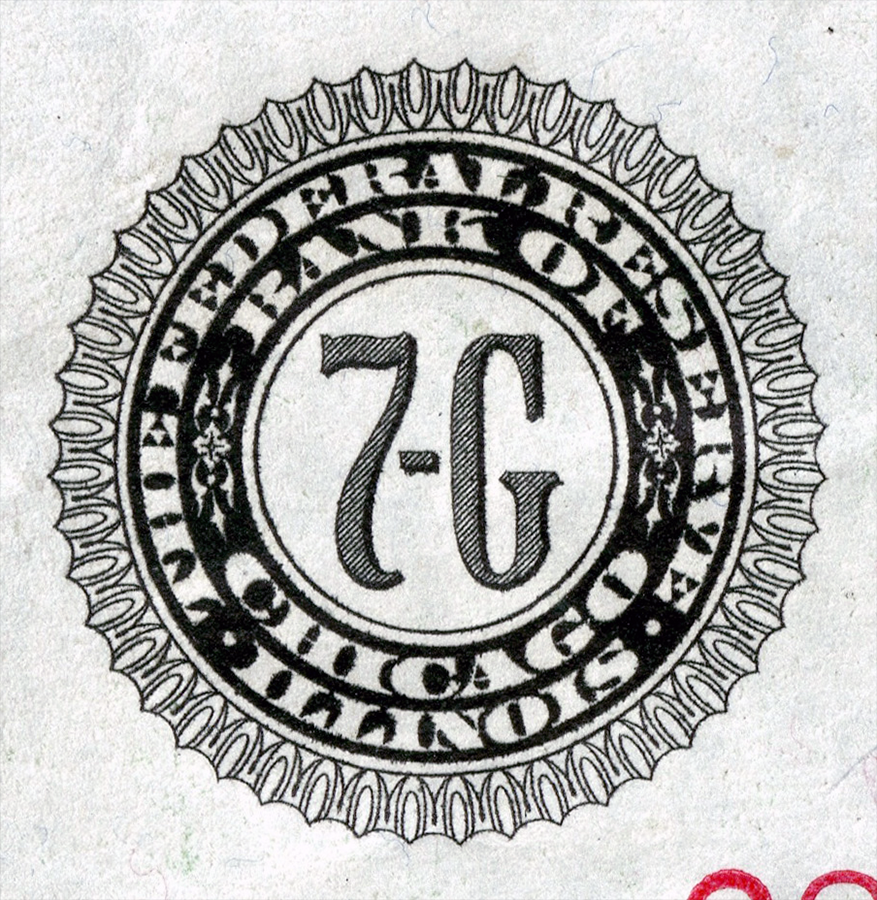
시카고 연방준비은행
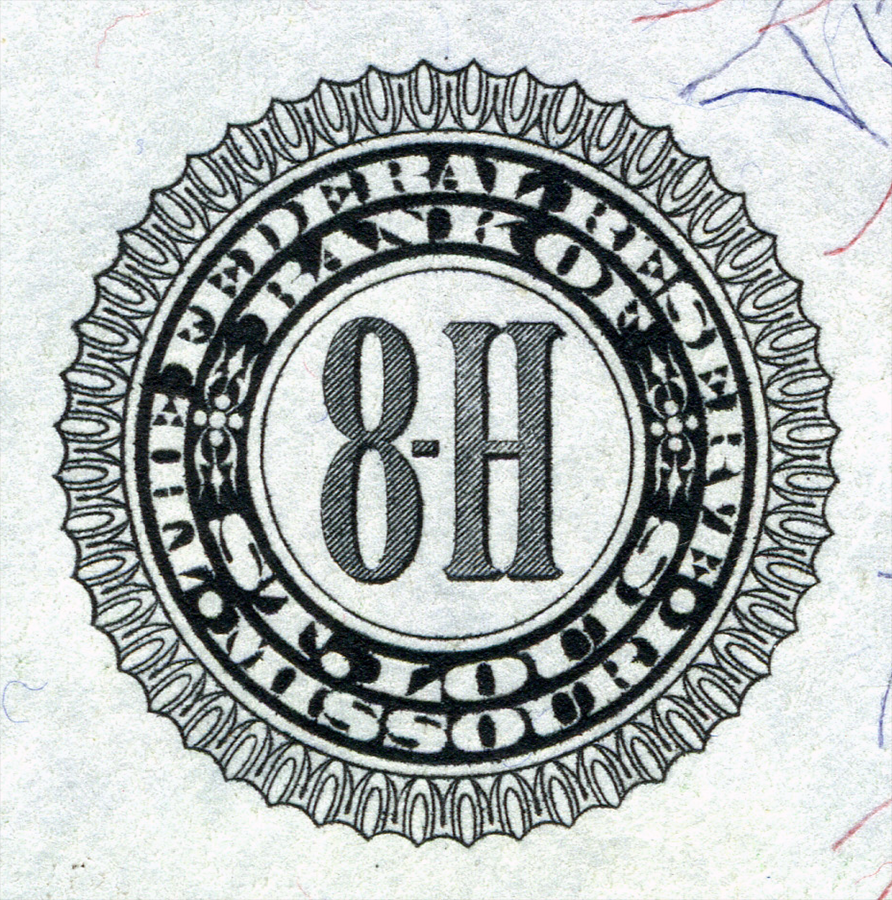
세인트루이스 연방준비은행
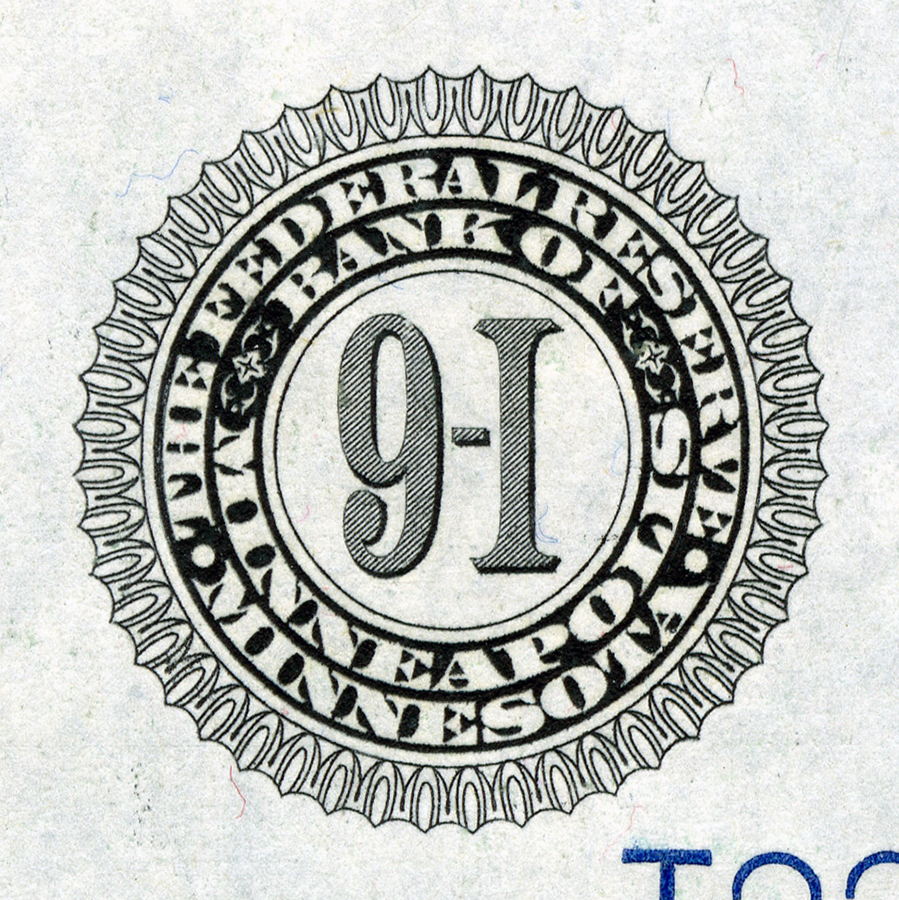
미니애폴리스 연방준비은행
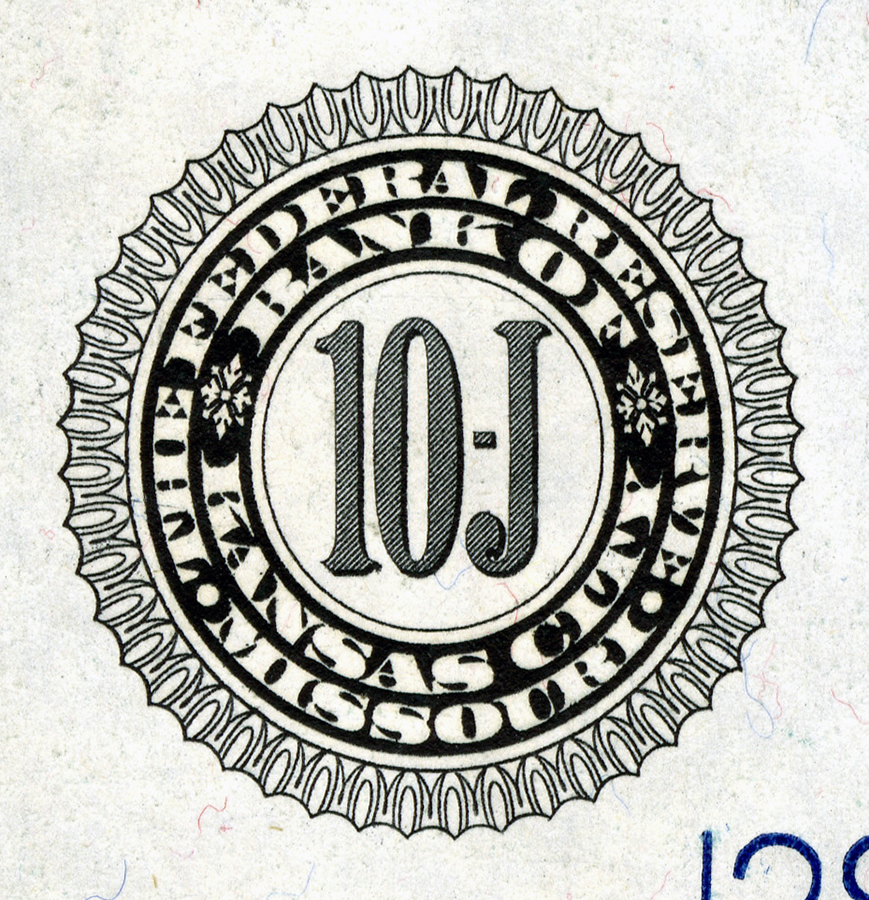
캔자스시티 연방준비은행
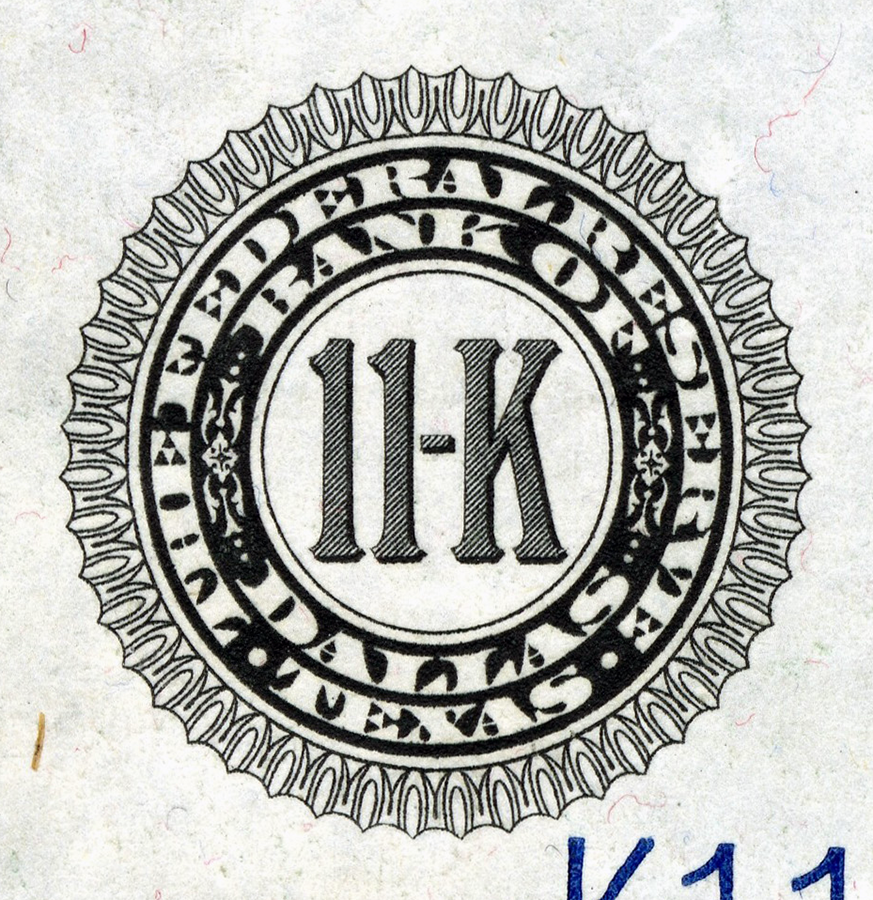
댈러스 연방준비은행
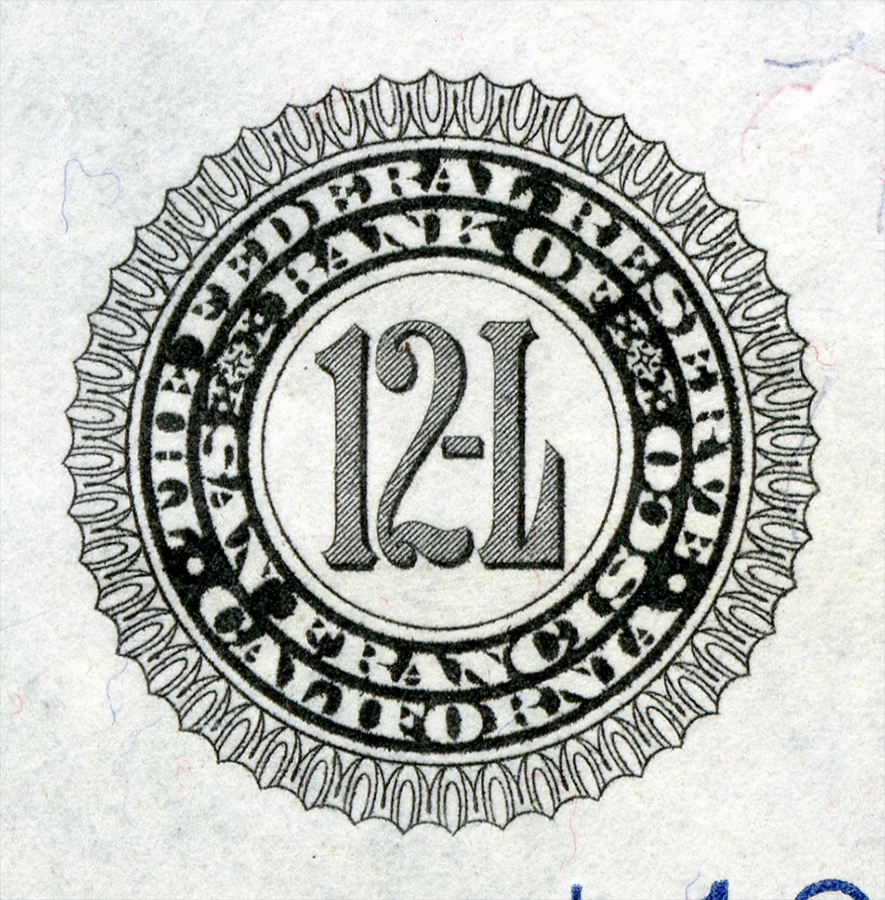
샌프란시스코 연방준비은행

#### 1914 시리즈
| 가치 | Fr.        | 빨간색 인장 | 파란색 인장 | 초상화 및 각인     |
| ---- | ---------- | ----------- | ----------- | ------------------ |
| $5   | 832a 848   |             |             | 에이브러햄 링컨    |
| $10  | 894b 919a  |             |             | 앤드루 잭슨        |
| $20  | 958a 1010  |             |             | 그로버 클리블랜드  |
| $50  | 1019a 1053 |             |             | 율리시스 S. 그랜트 |
| $100 | 1074a 1131 |             |             | 벤저민 프랭클린    |

#### 1918 시리즈
| 가치    | Fr.   | 이미지 | 초상화 및 각인  |
| ------- | ----- | ------ | --------------- |
| $500    | 1132d |        | 존 마셜         |
| $1,000  | 1133d |        | 알렉산더 해밀턴 |
| $5,000  | 1134d |        | 제임스 매디슨   |
| $10,000 | 1135d |        | 새먼 P. 체이스  |

### 소형 지폐
| 시리즈                                              | 발행 액면        | 발행 액면        | 발행 액면        | 발행 액면        | 발행 액면        | 발행 액면        | 발행 액면        | 발행 액면                     | 의무 조항 | 비고                                                                                         |
| 작은 초상화 지폐                                    | 작은 초상화 지폐 | 작은 초상화 지폐 | 작은 초상화 지폐 | 작은 초상화 지폐 | 작은 초상화 지폐 | 작은 초상화 지폐 | 작은 초상화 지폐 | 작은 초상화 지폐              | 작은 초상화 지폐 | 작은 초상화 지폐                                                                             |
| --------------------------------------------------- | ---------------- | ---------------- | ---------------- | ---------------- | ---------------- | ---------------- | ---------------- | ----------------------------- | --- | -------------------------------------------------------------------------------------------- |
| 1928                                                |                  |                  | $5               | $10              | $20              | $50              | $100             | $500, $1,000, $5,000, $10,000 | "미국 재무부에서 요구 시 금으로, 또는 모든 연방준비은행에서 금 또는 합법적인 통화로 상환 가능합니다"                              | 숫자 지점 ID. 퍼니백 참조.                                                                   |
| 1934                                                |                  |                  | $5               | $10              | $20              | $50              | $100             | $500, $1,000, $5,000, $10,000 | "이 지폐는 모든 공공 및 사적인 부채에 대한 법정 통화이며, 미국 재무부 또는 모든 연방준비은행에서 합법적인 통화로 상환 가능합니다" | 문자 지점 ID; 대공황 기간 동안                                                               |
| 1950                                                |                  |                  | $5               | $10              | $20              | $50              | $100             |                               | "이 지폐는 모든 공공 및 사적인 부채에 대한 법정 통화이며, 미국 재무부 또는 모든 연방준비은행에서 합법적인 통화로 상환 가능합니다" | 약간의 디자인 변경: 지점 로고; 서명, "Series xxxx", "Washington, D.C."의 위치                |
| 1963, 1963A, 1963B, 1969, 1969A, 1969B, 1969C, 1974 | $1               |                  | $5               | $10              | $20              | $50              | $100             |                               | "이 지폐는 모든 공공 및 사적인 부채에 대한 법정 통화입니다"                                                                       | 첫 1달러 FRN; "소지인에게 요구 시 지불" 문구 삭제; 1969년에 라틴어 인장이 영어 인장으로 변경 |
| 1976                                                |                  | $2               |                  |                  |                  |                  |                  |                               | "이 지폐는 모든 공공 및 사적인 부채에 대한 법정 통화입니다"                                                                       | 첫 2달러 FRN, 미국 독립 200주년                                                              |
| 1977                                                | $1               |                  | $5               | $10              | $20              | $50              | $100             |                               | "이 지폐는 모든 공공 및 사적인 부채에 대한 법정 통화입니다"                                                                       |                                                                                              |
| 1977A                                               | $1               |                  | $5               | $10              | $20              |                  |                  |                               | "이 지폐는 모든 공공 및 사적인 부채에 대한 법정 통화입니다"                                                                       |                                                                                              |
| 1981, 1981A, 1985                                   | $1               |                  | $5               | $10              | $20              | $50              | $100             |                               | "이 지폐는 모든 공공 및 사적인 부채에 대한 법정 통화입니다"                                                                       |                                                                                              |
| 1988                                                | $1               |                  | $5               |                  |                  | $50              | $100             |                               | "이 지폐는 모든 공공 및 사적인 부채에 대한 법정 통화입니다"                                                                       |                                                                                              |
| 1988A                                               | $1               |                  | $5               |                  | $20              | $50              |                  |                               | "이 지폐는 모든 공공 및 사적인 부채에 대한 법정 통화입니다"                                                                       |                                                                                              |
| 1990                                                |                  |                  |                  | $10              | $20              | $50              | $100             |                               | "이 지폐는 모든 공공 및 사적인 부채에 대한 법정 통화입니다"                                                                       |                                                                                              |
| 1993                                                | $1               |                  | $5               | $10              | $20              | $50              | $100             |                               | "이 지폐는 모든 공공 및 사적인 부채에 대한 법정 통화입니다"                                                                       |                                                                                              |
| 1995                                                | $1               | $2               | $5               | $10              | $20              |                  |                  |                               | "이 지폐는 모든 공공 및 사적인 부채에 대한 법정 통화입니다"                                                                       |                                                                                              |
| 큰 초상화 지폐 (1달러 및 2달러는 작은 초상화 유지)  |                  |                  |                  |                  |                  |                  |                  |                               | |                                                                                              |
| 1996                                                |                  |                  |                  |                  | $20              | $50              | $100             |                               | "이 지폐는 모든 공공 및 사적인 부채에 대한 법정 통화입니다"                                                                       |                                                                                              |
| 1999                                                | $1               |                  | $5               | $10              | $20              |                  | $100             |                               | "이 지폐는 모든 공공 및 사적인 부채에 대한 법정 통화입니다"                                                                       |                                                                                              |
| 2001                                                | $1               |                  | $5               | $10              | $20              | $50              | $100             |                               | "이 지폐는 모든 공공 및 사적인 부채에 대한 법정 통화입니다"                                                                       |                                                                                              |
| 2003                                                | $1               | $2               | $5               | $10              |                  |                  | $100             |                               | "이 지폐는 모든 공공 및 사적인 부채에 대한 법정 통화입니다"                                                                       |                                                                                              |
| 2003A                                               | $1               | $2               | $5               |                  |                  |                  | $100             |                               | "이 지폐는 모든 공공 및 사적인 부채에 대한 법정 통화입니다"                                                                       |                                                                                              |
| 2006                                                |                  |                  | $5               |                  |                  |                  | $100             |                               | "이 지폐는 모든 공공 및 사적인 부채에 대한 법정 통화입니다"                                                                       |                                                                                              |
| 2006A                                               |                  |                  |                  |                  |                  |                  | $100             |                               | "이 지폐는 모든 공공 및 사적인 부채에 대한 법정 통화입니다"                                                                       |                                                                                              |
| 색상 지폐 (1달러 및 2달러는 작은 초상화 유지)       |                  |                  |                  |                  |                  |                  |                  |                               | |                                                                                              |
| 2004                                                |                  |                  |                  |                  | $20              | $50              |                  |                               | "이 지폐는 모든 공공 및 사적인 부채에 대한 법정 통화입니다"                                                                       |                                                                                              |
| 2004A                                               |                  |                  |                  | $10              | $20              | $50              |                  |                               | "이 지폐는 모든 공공 및 사적인 부채에 대한 법정 통화입니다"                                                                       |                                                                                              |
| 2006                                                | $1               |                  | $5               | $10              | $20              | $50              |                  |                               | "이 지폐는 모든 공공 및 사적인 부채에 대한 법정 통화입니다"                                                                       |                                                                                              |
| 2009                                                | $1               | $2               | $5               | $10              | $20              | $50              | $100             |                               | "이 지폐는 모든 공공 및 사적인 부채에 대한 법정 통화입니다"                                                                       |                                                                                              |
| 2009A                                               |                  |                  |                  |                  |                  |                  | $100             |                               | "이 지폐는 모든 공공 및 사적인 부채에 대한 법정 통화입니다"                                                                       |                                                                                              |
| 2013                                                | $1               | $2               | $5               | $10              | $20              | $50              | $100             |                               | "이 지폐는 모든 공공 및 사적인 부채에 대한 법정 통화입니다"                                                                       |                                                                                              |
| 2017                                                | $1               |                  |                  | $10              | $20              |                  |                  |                               | "이 지폐는 모든 공공 및 사적인 부채에 대한 법정 통화입니다"                                                                       |                                                                                              |
| 2017A                                               | $1               | $2               | $5               | $10              | $20              | $50              | $100             |                               | "이 지폐는 모든 공공 및 사적인 부채에 대한 법정 통화입니다"                                                                       |                                                                                              |
| 2021                                                | $1               |                  | $5               | $10              | $20              | $50              | $100             |                               | "이 지폐는 모든 공공 및 사적인 부채에 대한 법정 통화입니다"                                                                       |                                                                                              |

### 1928~1995 시리즈 (작은 초상화 지폐)
| 소형 지폐 | 소형 지폐 | 소형 지폐 | 소형 지폐          | 소형 지폐                 | 소형 지폐 | 소형 지폐     |      |
| 이미지    | 이미지    | 가치      | 설명               | 설명                      | 첫 시리즈 | 마지막 시리즈 |      |
| 앞면      | 뒷면      | 가치      | 앞면               | 뒷면                      | 첫 시리즈 | 마지막 시리즈 |      |
| --------- | --------- | --------- | ------------------ | ------------------------- | --------- | ------------- | ---- |
|           |           | $1        | 조지 워싱턴        | 미국의 국장               | 1963      | 현재 (2021)   |      |
|           |           | $2        | 토머스 제퍼슨      | 존 트럼불의 미국 독립선언 | 1976      | 현재 (2017A)  |      |
|           |           | $5        | 에이브러햄 링컨    | 링컨 기념관               | 1928      | 1995          |      |
|           |           | $10       | 알렉산더 해밀턴    | 재무부 건물               | 1928      | 1995          |      |
|           |           | $20       | 앤드루 잭슨        | 백악관                    | 1928      | 1995          | 2001 |
|           |           | $50       | 율리시스 S. 그랜트 | 미국 국회의사당           | 1928      | 1993          | 2001 |
|           |           | $100      | 벤저민 프랭클린    | 독립기념관 (미국)         | 1928      | 1993          |      |
|           |           | $500      | 윌리엄 매킨리      | "Five Hundred Dollars"    | 1928      | 1934          |      |
|           |           | $1000     | 그로버 클리블랜드  | "One Thousand Dollars"    | 1928      | 1934          |      |
|           |           | $5000     | 제임스 매디슨      | "Five Thousand Dollars"   | 1928      | 1934          |      |
|           |           | $10,000   | 새먼 P. 체이스     | "Ten Thousand Dollars"    | 1928      | 1934          |      |

### 2004년 시리즈~현재 (색상 지폐)
2003년부터 연방준비제도 이사회는 국가의 자유 상징 이미지를 특징으로 하는 새로운 지폐 시리즈를 도입했다. 새로운 20달러 지폐는 2003년 10월 9일에 처음 발행되었고, 새로운 50달러 지폐는 2004년 9월 28일, 새로운 10달러 지폐는 2006년 3월 2일, 새로운 5달러 지폐는 2008년 3월 13일, 새로운 100달러 지폐는 2013년 10월 8일에 발행되었다. 1달러와 2달러 지폐는 여전히 작은 초상화로, 변경되지 않았으며, 워터마크도 없다.
| 색상 시리즈                                                                                              | 색상 시리즈 | 색상 시리즈 | 색상 시리즈 | 색상 시리즈  | 색상 시리즈                                                                    | 색상 시리즈       | 색상 시리즈                 | 색상 시리즈 | 색상 시리즈     |
| 이미지                                                                                                   | 이미지      | 가치        | 배경 색상   | 형광 띠 색상 | 설명                                                                           | 설명              | 설명                        | 첫 시리즈   | 최초 발행일     |
| 앞면 | 뒷면        | 가치        | 배경 색상   | 형광 띠 색상 | 앞면                                                                           | 뒷면              | 워터마크                    | 첫 시리즈   | 최초 발행일     |
| --- | ----------- | ----------- | ----------- | ------------ | ------------------------------------------------------------------------------ | ----------------- | --------------------------- | ----------- | --------------- |
| |             | $5          | 자주        | 파랑         | 대통령 에이브러햄 링컨; 미국의 국장                                            | 링컨 기념관       | 숫자 "5"의 두 가지 워터마크 | 2006        | 2008년 3월 13일 |
| |             | $10         | 주황        | 주황         | 재무장관 알렉산더 해밀턴; 미국 헌법의 "우리 국민은" 문구; 자유의 여신상의 횃불 | 재무부 건물       | 알렉산더 해밀턴             | 2004A       | 2006년 3월 2일  |
| |             | $20         | 녹색        | 녹색         | 대통령 앤드루 잭슨; 수리류                                                     | 백악관            | 앤드루 잭슨                 | 2004        | 2003년 10월 9일 |
| |             | $50         | 분홍        | 노랑         | 대통령 율리시스 S. 그랜트; 미국의 국기                                         | 미국 국회의사당   | 율리시스 S. 그랜트          | 2004        | 2004년 9월 28일 |
| |             | $100        | 틸          | 분홍         | 벤저민 프랭클린; 미국 독립선언                                                 | 독립기념관 (미국) | 벤저민 프랭클린             | 2009A       | 2013년 10월 8일 |
| 이 이미지는 밀리미터당 0.7 픽셀의 크기에 맞춰져 있습니다. 테이블 표준의 경우 지폐 사양표를 참고하십시오. |             |             |             |              |                                                                                |                   |                             |             |                 |

## 같이 보기
- 미국 달러 주화
- 미국 지폐
- 국립은행권
- 은화 증서 (미국)
- 금화 증서 (미국)

## 내용주
1. ↑  2009A 시리즈가 유통을 위해 출시된 최초의 100달러 지폐이지만, 최초 인쇄는 2010년과 2011년에 인쇄된 2009년 시리즈이다. 이 지폐들은 인쇄 과정 문제로 유통이 보류되었으며, 2016년까지는 출시되지 않았다.

### 인용
1. ↑  O'Sullivan, Arthur; Sheffrin, Steven M. (2003). 《Economics: Principles in Action》. Upper Saddle River, N.J.: Pearson Prentice Hall. 255쪽. ISBN 0-13-063085-3.
2. 1 2 3  12 U.S.C. § 411
3. ↑  Bryan A. Garner, editor, Black's Law Dictionary 8th ed. (West Group, 2004) ISBN 0-314-15199-0.
4. ↑  12 U.S.C. § 415 Section 415 describes circulating Federal Reserve Notes as liabilities of the issuing Federal Reserve Bank.
5. ↑  31 U.S.C. § 5103
6. ↑  See weekly H.4.1 reports, "Collateral Held against Federal Reserve Notes"
7. ↑  Schwarz, John; Lindquist, Scott (2009년 9월 21일). 《Standard Guide to Small-Size U.S. Paper Money - 1928-Date》. Penguin. ISBN 9781440225789.
8. ↑  Cross, Ira B. (June 1938). 《A Note on Lawful Money》. 《The Journal of Political Economy》 46. 409–413쪽. doi:10.1086/255236. S2CID 153434804.
9. 1 2  12 U.S.C. § 412
10. 1 2  Federal Reserve Bank of New York (April 2007). “How Currency Gets into Circulation”. 2008년 2월 17일에 확인함.
11. ↑  United States Department of the Treasury. “Organization chart of the Department of the Treasury” (PDF). 2008년 2월 16일에 원본 문서 (PDF)에서 보존된 문서. 2008년 2월 17일에 확인함.
12. ↑  12 U.S.C. § 416
13. ↑  12 U.S.C. § 413
14. ↑  “US Coin Facts”. 《Fleur-de-coin.com》. 2018년 2월 16일에 확인함.
15. ↑  Federal Reserve System (December 2018). “How long is the life span of U.S. paper money?”. 2021년 11월 4일에 확인함.
16. 1 2  “History of Currency Designs”. 《USPaperMoney.info》. 2008년 2월 19일에 확인함.
17. ↑  “Serial Numbers | Engraving & Printing”.
18. 1 2  “Details of Serial Numbering”. 《USPaperMoney.info》. 2015년 2월 16일에 확인함.
19. ↑  “Serial Numbers | Engraving & Printing”.
20. ↑  “The Buck Starts Here: How Money is Made”. 《www.bep.gov》. US Department of the Treasury Bureau of Engraving and Printing. 2022년 6월 25일에 확인함.
21. ↑  “Dead presidents Definition & Meaning - Merriam-Webster”.
22. ↑  “Counterfeit”. NewYorker.com. 2017년 8월 28일. 2018년 6월 6일에 확인함.
23. ↑  United States. Department of the Treasury (1915년 7월 1일), 《Information Respecting United States Bonds, Paper Currency and Coin, Production of Precious Metals, Etc.: Revised July 1, 1915》, 33쪽, 2023년 8월 23일에 확인함, Section 2 of the joint resolution of July 22; 1876, recited that the trade dollar should not thereafter be legal tender, and that the Secretary of the Treasury should be authorized to limit the coinage of the same to an amount sufficient to meet the export demand for it.
24. ↑  “Security Features”. The United States Treasury Bureau of Engraving and Printing. 2014년 10월 27일에 원본 문서에서 보존된 문서. 2017년 10월 27일에 확인함.
25. ↑  Michel Beuret, "Les mystères de la fausse monnaie" 보관됨 10월 13, 2013 - 웨이백 머신 Allez savoir !, no. 50, May 2011 (프랑스어).
26. 1 2  “Judge rules paper money unfair to blind”. 《CNN》. 2006년 11월 29일.
27. ↑  American Council of the Blind v. Paulson, 463 F. Supp. 2d 51 (D. D.C. 2008).
28. ↑  “Government appeals currency redesign”. 《USA 투데이》. Associated Press. 2006년 12월 13일. 2010년 3월 26일에 확인함.
29. 1 2  “Judge: Make Money Recognizable to Blind”. 《The Washington Post》 (미국 영어). 2006년 11월 29일. ISSN 0190-8286. 2017년 2월 3일에 확인함.
30. ↑  “AMERICAN COUNCIL OF THE BLIND, et al. v. Henry M. Paulson, Jr., Secretary of the Treasury, Civil Action No. 02-0864 (JR)” (PDF). 미국 컬럼비아 특별구 지방법원. 2002. 2007년 2월 16일에 원본 문서 (PDF)에서 보존된 문서. 2018년 2월 16일에 확인함.
31. ↑  Bridges, Eric, 편집. (2008년 10월 6일). “Court Says Next Gen Currency Must Be Accessible to the Blind” (보도 자료). 전미 맹인 협회. 2008년 10월 22일에 원본 문서에서 보존된 문서.
32. ↑  “Court Says the Blind Will Have Meaningful Access to Currency, Tells Government 'No Unnecessary Delays'”. 전미 맹인 협회. 2008년 11월 19일에 원본 문서에서 보존된 문서. 2008년 11월 21일에 확인함.
33. ↑  “Federal Court Tells U.S. Treasury Department That It Must Design and Issue Accessible Paper Currency”. 전미 맹인 협회. 2008년 11월 19일에 원본 문서에서 보존된 문서. 2008년 11월 21일에 확인함.
34. ↑  American Council of the Blind v. Paulson, 525 F. 3d 1256 (D.C. Cir.2008).
35. ↑  American Council of the Blind v. Paulson, 581 F. Supp. 2d 1 (D. D.C. 2008).
36. ↑  Pub.L. 114–113, 129 Stat. 2431, 2015년 12월 18일 제정
37. ↑  “Congressional Research Service Report RS21907” (PDF). 《WikiLeaks Document Release》. 2004년 8월 11일. 3 footnote쪽. 2018년 2월 16일에 확인함 – MIT 경유.
38. ↑  “Administrative Provisions : Department of the Treasury”. 2017년 6월 28일에 확인함.
39. ↑  “Final Report: Study to Address Options for Enabling the Blind and Visually Impaired Community to Denominate U.S. Currency, July 2009” (PDF).
40. ↑  틀:Federal Register
41. ↑  “Meaningful Access to United States Currency for Blind and Visually Impaired Persons”. 《Regulations.gov》. TREAS-DO-2010-0003.
42. ↑  “Printing of new enhanced $10 note expected in 2026”.
43. 1 2  31 U.S.C. § 5114
44. ↑  Public Law 84-140
45. ↑  “History of 'In God We Trust'”. 《treasury.gov》. 2016년 4월 29일에 확인함.
46. ↑  “U.S. Bureau of Engraving and Printing – FAQ Library”. Moneyfactory.gov. 2010년 11월 25일에 원본 문서에서 보존된 문서. 2013년 5월 5일에 확인함.
47. ↑  Calmes, Jackie (2016년 4월 20일). “Harriet Tubman Ousts Andrew Jackson in Change for a $20”. 《The New York Times》.
48. ↑  “Anti-slavery activist Harriet Tubman to replace Jackson on $20 bill”. usatoday.com. 2016년 4월 21일에 확인함.
49. ↑  H.R. 2528
50. ↑  H.R. 1105
51. ↑  Mimms, Sarah (2014년 1월 28일). “Why the $1 bill hasn't changed since 1929”. 《쿼츠 (출판물)》. 애틀랜틱 미디어. 2014년 1월 28일에 확인함.
52. ↑  “FRB: Federal Reserve Act: Section 16”. Federalreserve.gov. 2013년 5월 5일에 확인함.
53. ↑  《Treasury Department Appropriation Bill, 1929》. U.S. Government Printing Office. 1928. 105쪽.
54. ↑  Friedberg & Friedberg, 2013, p. 148.
55. ↑  Friedberg & Friedberg, 2013, pp. 157–59.
56. ↑  “Evolution from Gold to Fiat Money”. 《ecclesia.org》. 2008년 2월 19일에 확인함.
57. ↑  “Series 2017 $1”. 《USPaperMoney.info》. 2018년 2월 16일에 확인함.
58. ↑  “Series 2017 $10”. 《USPaperMoney.info》. 2018년 8월 5일에 확인함.
59. ↑  “Series 2017 $20”. 《USPaperMoney.info》. 2018년 8월 5일에 확인함.
60. ↑  “Series 2017A $1”. 《USPaperMoney.info》. 2020년 1월 13일에 확인함.
61. ↑  “Transition from Series 2017 to 2017A continues at BEP”. 《CoinWorld》 (영어). 2020년 1월 11일에 확인함.
62. ↑  “Latest BEP production report reveals Series 2017A notes”. 《CoinWorld》 (영어). 2019년 9월 3일에 확인함.
63. 1 2  “Yellen-Malerba Series 2021 notes in production by BEP”. 《CoinWorld》 (영어). 2023년 6월 12일에 확인함.

### 일반 및 인용 출처
- Friedberg, Arthur L.; Friedberg, Ira S.; Friedberg, Robert (2013). 《Paper Money of the United States: A Complete Illustrated Guide with Valuations》 20판. Williston, Vermont: Coin & Currency Institute. ISBN 978-0-87184-520-7. 2018년 2월 16일에 확인함.
- Jakab, Z.; Kumhof, M. (May 29, 2015). "Banks Are Not Intermediaries of Loanable Funds—and Why This Matters". Working Paper No. 529. Bank of England. Retrieved February 1, 2021.

기여
- 본 문서는 미국 재무부 웹사이트의 텍스트를 포함하며, 이는 퍼블릭 도메인에 속한다.